# Narycia crocodilitis
Narycia crocodilitis är en fjärilsart som beskrevs av Edward Meyrick 1930. Narycia crocodilitis ingår i släktet Narycia och familjen säckspinnare. Inga underarter finns listade i Catalogue of Life.